# Carl Gussenbauer

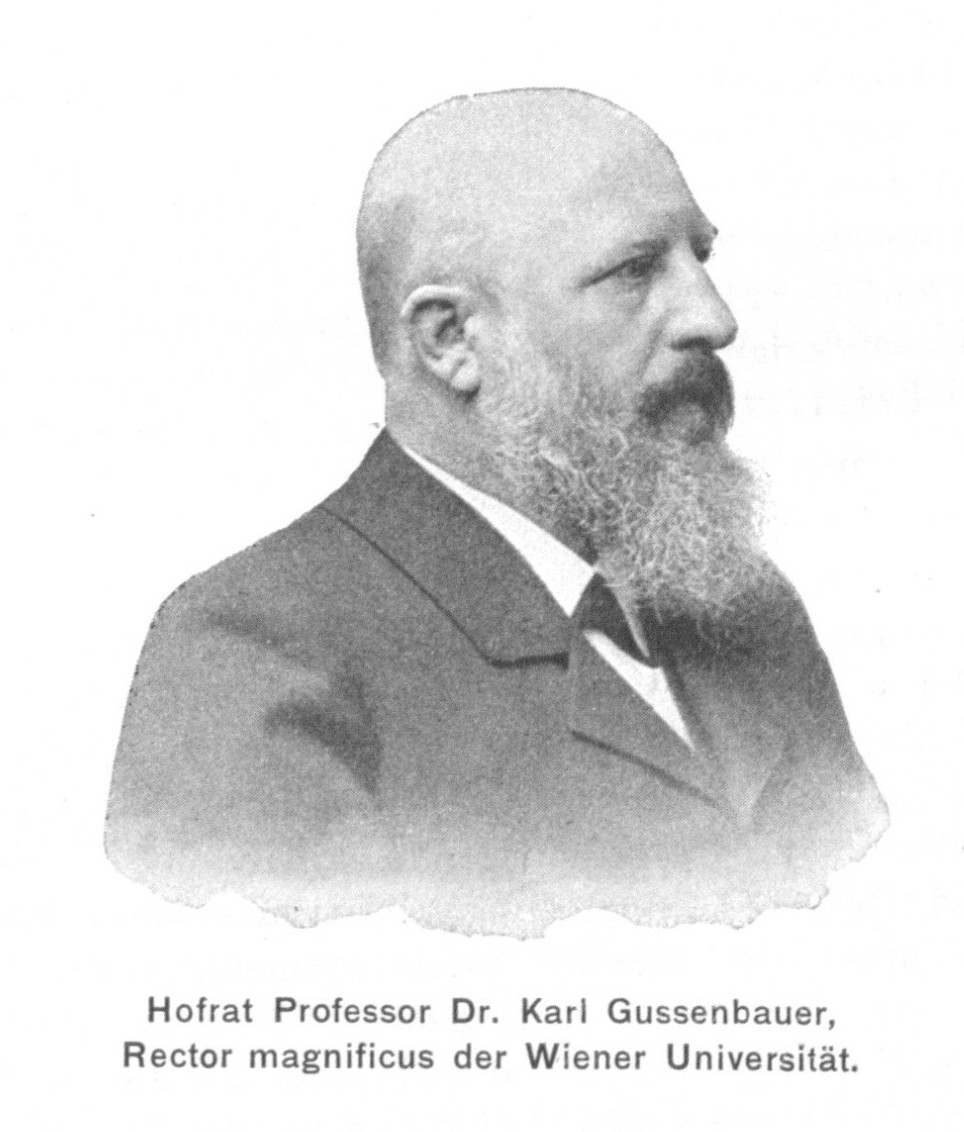
Carl Gussenbauer (1902).

Carl Ignatz Gussenbauer, född 30 oktober 1842 i Obervellach, Kärnten, död 19 juni 1903 i Wien, var en österrikisk kirurg.
Gussenbauer blev kirurgie professor i Liège 1875, i Prag 1878 och i Wien 1894. Han var en mycket betydande kirurg och ägnade sig även åt anatomisk forskning. Bland hans särskilt för sig utgivna arbeten märks Die traumatischen Verletzungen (1880) och Sephthämie, Pyohämie und Pyo-Sephthämie (1882), bägge tryckta i samlingsverket "Deutsche Chirurgie".